# Synaptics
Synaptics est un fabricant d'équipement d'origine (OEM) de pavés tactiles pour les fabricants d'ordinateurs portables comme Asus, Acer, Dell, HP, Sony, Toshiba, Gateway, IBM, Lenovo, Samsung, Packard Bell et d'autres. 
Synaptics est basée à Santa Clara en Californie et a été fondée en 1986 par Carver Mead et Federico Faggin.

## Dates clés
- 1986 :  la société est créée par deux scientifiques en électronique, Federico Faggin et Carver Mead. Le nom vient des mots synapse et electronics
- 1992 : premier pavé tactile au monde
- 1995 : Synaptics commence à équiper les produits d'Apple puis d'autres marques l'ont suivi comme Compaq, Dell, Hewlett-Packard
- 2002 : la société est cotée en bourse à la NASDAQ
- 2005 : premier téléphone tactile capacitif
- 2007 : premier téléphone avec écran tactile : LG Prada
- 2012 : la société sort le touch pad force touche
- 2018 : la société sort en partenariat avec vivo le premier smartphone avec un lecteur d'empreintes digitales intégré à l'ecran